# Seton I. Miller
Seton I. Miller, all'anagrafe Seton Ingersol Miller (Chehalis, 3 maggio 1902 – Los Angeles, 29 maggio 1974), è stato uno sceneggiatore e produttore cinematografico statunitense.
Vinse l'Oscar alla migliore sceneggiatura non originale nel 1942 per il film L'inafferrabile signor Jordan. Precedentemente aveva ottenuto una candidatura nella stessa categoria per il film Codice penale (1930).

## Filmografia parziale

### Sceneggiatore
- Passione di principe (Paid to Love), regia di Howard Hawks (1927)
- Oasi dell'amore (Fazil), regia di Howard Hawks (1928)
- La via delle stelle (The Air Circus), regia di Howard Hawks e Lewis Seiler (1928)
- Codice penale (The Criminal Code), regia di Howard Hawks (1930)
- The Lone Star Ranger, regia di A.F. Erickson (1930)
- Today, regia di William Nigh (1930)
- Charlie Chan's Courage, regia di Eugene Forde e George Hadden (1934)
- L'inafferrabile signor Jordan (Here Comes Mr. Jordan), regia di Alexander Hall (1941)
- La condanna del West (A Knife for the Ladies), regia di Larry G. Spangler (1974)